# Epitaph für Heinrich von Welden und Anna von Hettendorf

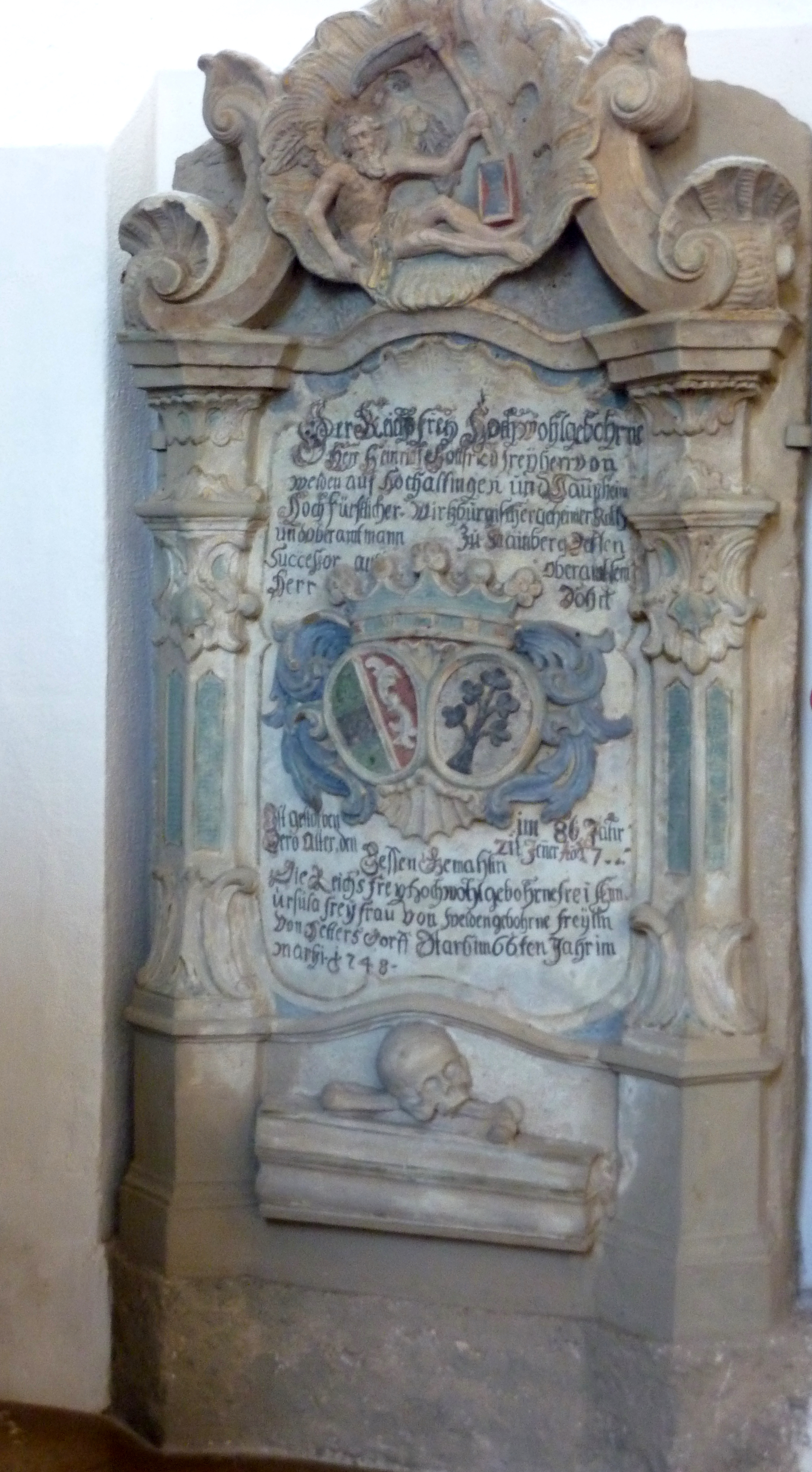
Epitaph für Heinrich von Welden und Anna von Hettendorf

Das Epitaph für Heinrich von Welden und Anna von Hettendorf befindet sich im Chor der katholischen Pfarrkirche Mariä Himmelfahrt in Hochaltingen, einem Ortsteil von Fremdingen im Landkreis Donau-Ries in Bayern. Das Epitaph ist ein Teil der als Baudenkmal geschützten Kirchenausstattung.

## Beschreibung
Das barocke Epitaph trägt die Inschrift: 

„DER REICHSSFREY HOCHWOHLGEBOHRNE HERR HEINRICH GOTTFRIED FREYHERR VON WELDEN AVF HOCHALTINGEN VND LAVPHEIM HOCHFVRSTLICHER WIRTZBVRGISCHER GEHEIMER RATH VND OBERAMTMANN ZV MAINBERG - DESSEN SVCCESSOR AM OBERAMT SEIN HERR SOHN - IST GESTORBEN IM 86. JAHR DERO ALTER DEN 21. JENER AO. 17[51 (?)]. - DESSEN GEMAHLIN DIE REICHSFREY HOCHWOHLGEBOHRNE FRAV ANNE VRSVLA FREYFRAV VON WELDEN GEBOHRNE FREYIN VON HETTERSDORFF STARB IM 66 TEN JAHR IM MARTZI 1748.“

Die Sandsteinplatte mit einer Höhe von 1,89 m und einer Breite von 0,93 m ist in der Mitte mit dem Allianzwappen der Verstorbenen versehen. Als Bekrönung ist eine Kartusche mit Chronos angebracht, die auf Säulen ruht. In der Sockelzone ist ein Sarg mit Totenkopf und Knochen dargestellt.